# Області Японії
О́бласті Япо́нії (яп. 支庁, しちょう, МФА: [ɕi̥ t͡ɕoː], "шічьо̄") — адміністративні одиниці в Японії, на порядок нижчі від префектур. Підпорядковані префектурній адміністрації. Включають у себе муніципалітети. Завданням областей є виконання вказівок префектурної адміністрації у географічно віддалених регіонах.
Поряд з областями також існують окремі Округи Хоккайдо (яп. 振興局, しんこうきょく, МФА: [ɕinkoːkʲoku̥], "шінкōкьоку"). Вони були утворені 1 квітня 2010 року замість старих областей. 

## Області
- префектура Каґошіма
  - субпрефектура Ошіма
  - субпрефектура Кумаґе
- префектура Міядзакі
  - субпрефектура Нішіусукі
- префектура Токіо
  - область Міяке
  - область Оґасавара
  - область Ошіма
  - область Хачіджьо
- префектура Шімане
  - субпрефектура Окі
- префектура Ямаґата
  - субпрефектура Ямаґата
  - субпрефектура Шінджьо
  - субпрефектура Йонедзава
  - субпрефектура Шьонай

#### Колишні субпрефектури
- Префектура Окінава (скасовані у 2009 році, зараз територія контролюється повітами Яеяма і Міяко, містами Ішіґакі і Міякодзіма)
  - субпрефектура Міяко
  - субпрефектура Яеяма

- Префектура Наґасакі (скасовані, наразі територія контролюється однойменними містами)
  - субпрефектура Цушіма
  - субпрефектура Ікі
  - субпрефектура Ґото

## Округи
В префектурі Хоккайдо існує 14 округів:
- Округ Ібурі
- Округ Ішікарі
- Округ Камікава
- Округ Кушіро
- Округ Немуро
- Округ Ошіма
- Округ Охотськ
- Округ Румой
- Округ Сорачі
- Округ Соя
- Округ Шірібеші
- Округ Токачі
- Округ Хідака
- Округ Хіяма